# La Chanson de Prévert
Pour les articles homonymes, voir Prévert (homonymie).
Clip vidéo
[vidéo] « La chanson de Prévert - Serge Gainsbourg », sur YouTube
La Chanson de Prévert est une chanson française de l'auteur-compositeur-interprète Serge Gainsbourg (1928-1991) extraite de son troisième album L'Étonnant Serge Gainsbourg de 1961. Elle fait partie des tubes les plus célèbres de son répertoire, inspirée de la célèbre chanson Les Feuilles mortes, interprétée principalement par Yves Montand, écrite et composée par Jacques Prévert et Joseph Kosma, pour le film Les Portes de la nuit, de Marcel Carné de 1946.

## Histoire
Serge Gainsbourg commence sa carrière dans les cafés-concerts parisiens des années 1950 où, très inspiré par l’important succès de l'époque de Boris Vian, il écrit, compose et enregistre ses premiers tubes et albums Du chant à la une ! (1958), Serge Gainsbourg N°2 (1959), Le Poinçonneur des Lilas (1958), L'Eau à la bouche (1960)... 
Il écrit et compose cette chanson d'amour tube de son répertoire La Chanson de Prévert, sur le thème du souvenir nostalgique et des regrets d'un amour passé, à qui il dédie ces paroles :
Oh je voudrais tant que tu te souviennes...

Cette chanson était la tienne.

C’était ta préférée. Je crois

Qu’elle est de Prévert et Kosma.
Elle est inspirée de la célèbre chanson d'amour de l'époque Les Feuilles mortes, composée par Joseph Kosma, et écrite par Jacques Prévert, pour le film Les Portes de la nuit, de Marcel Carné de 1946 (où elle est fredonnée par Diego, joué par Yves Montand) « Les feuilles mortes se ramassent à la pelle, Tu vois, je n’ai pas oublié, Les feuilles mortes se ramassent à la pelle, Les souvenirs et les regrets aussi... ». Cette chanson participe au début de carrière fulgurant de l'époque d'Yves Montand au music-hall et au cinéma (succès universel international repris entre autres par Juliette Gréco, Édith Piaf, Françoise Hardy, Dalida, et sous le titre anglais Autumn Leaves par Frank Sinatra, ou Nat King Cole...). La Chanson de Prévert est reprise depuis par de nombreux interprètes, dont Jane Birkin, Charlotte Gainsbourg, Bernard Lavilliers, ou Raphael...